# Hebbville
Hebbville – wieś (village) w kanadyjskiej prowincji Nowa Szkocja, w hrabstwie Lunenburg, na południowy zachód od Bridgewater, miejscowość spisowa (designated place). Według spisu powszechnego z 2016 obszar miejscowości spisowej to: 15,80 km², a zamieszkiwało wówczas ten obszar 802 osoby (gęstość zaludnienia 50,7 os./km²).
Miejscowość, której nazwa najpewniej pochodzi od nazwiska jednego z pierwszych osadników – Johna George’a Hebba pochodzącego z rodziny przybyłej w 1805, od 1913 miała urząd pocztowy, w 1975 uzyskała status village.